# Fighting Masters
Fighting Masters — видеоигра в жанре файтинг, выпущенная компанией Almanic в 1992 году эксклюзивно для игровой приставки Sega Mega Drive.
Действие происходит в предапокалиптической вселенной: Красное солнце вскоре станет сверхновой звездой и представители каждой расы должны биться друг с другом за право получения от сверхразвитой расы Первых (Primaries) другой галактики, где они смогли бы дальше существовать. В игре двое из персонажей — люди, но они не с Земли.
Но в самой игре история отличается: верховный демон Валгасу (demon lord Valgasu) захватывает 11 галактик, а правитель (игрок) последней вынужден сражаться с порабощёнными правителями других галактик, чтобы дойти до Валгасу и победить его.

## Игровой процесс
Есть режим просмотра боя между компьютерными игроками.

### Персонажи
В начале указаны имена в японской версии, а потом в американской.
Larry/Dirk
Человек — рестлер в лёгкой весовой категории
Elepha/Mastodon
Антропоморфный слон
Flamer/Equus
Антропоморфный конь — боксёр
Morin
Амазонка с тонфа
Beowolf/Grinder
Робот с когтями-лезвиями
Goldrock
Живой камень (форма имеет Египетские влияния)
Tomahawk/Phoenix
Антропоморфный ястреб, похож на грифона
Zygrunt/Zygrunte
Антропоморфный лобстер
Medusa/Rotundo
Медуза
Drason/Xenon
Огнедышащий дракон
D I O
Разумное плотоядное растение
Eyesight/Uppercut
Циклоп — боксёр